# Gaixample

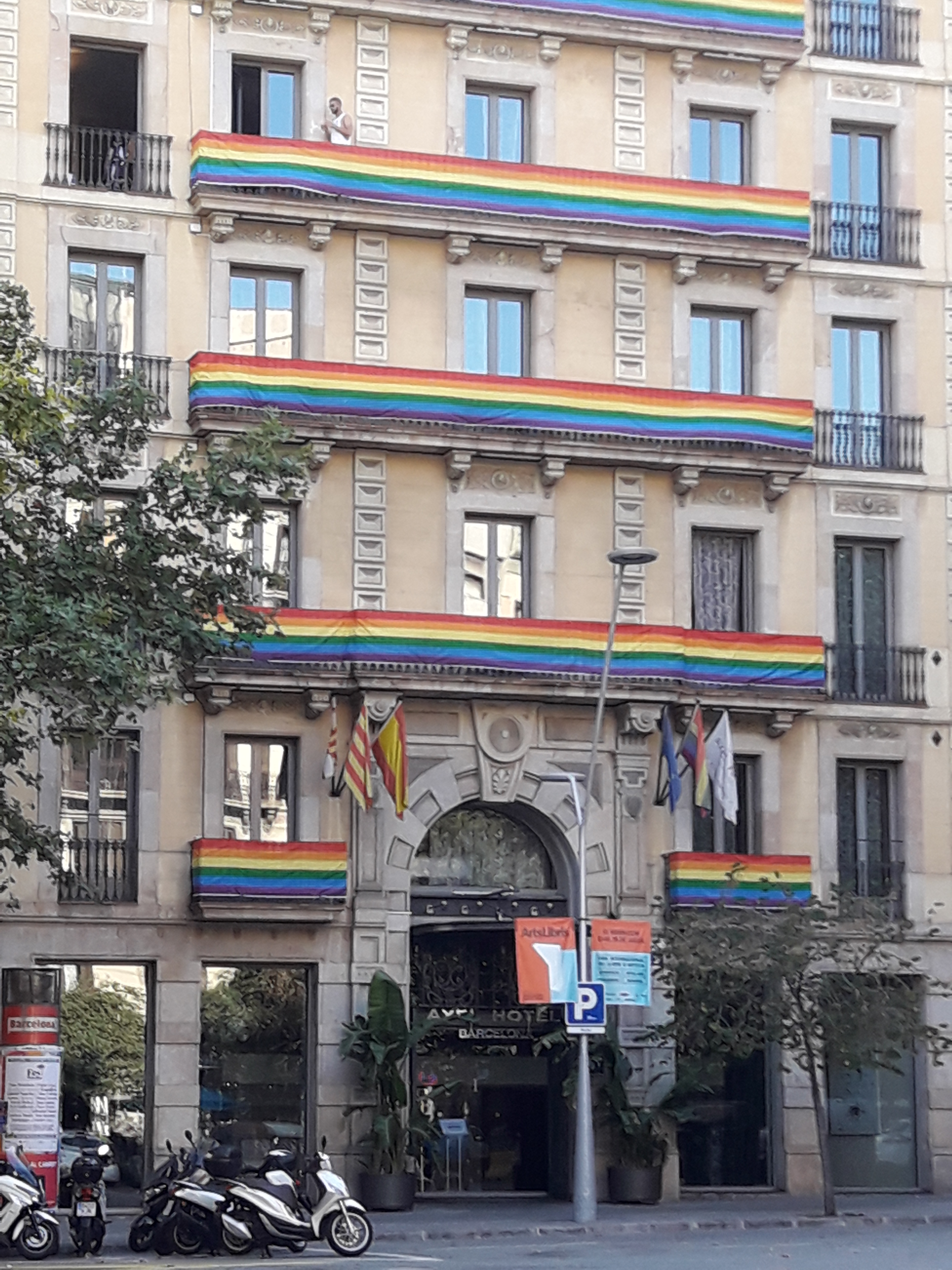
Hotel Axel, het eerste gayhotel ter wereld

Gaixample (Catalaans, samentrekking van Gai ("gay") en Eixample) is een homobuurt in wijk Eixample van de Catalaanse hoofdstad Barcelona, waar aan het einde van de 20e eeuw zich veel middenstand en uitgaansgelegenheden gericht op de LGBT-gemeenschap gevestigd hebben. Tegelijkertijd zijn veel leden van deze groep ook in de buurt gaan wonen. De buurt bevindt zich grofweg tussen de straten Carrer de Balmes, Gran Via de les Corts Catalanes, Carrer d'Urgell en Carrer d'Aragó. Sinds de opening van het eerste "heterofriendly" gayhotel ter wereld in 2003, trekt de wijk ook LGBT-toerisme van buiten Barcelona aan. 